# 고대 로마의 군사
고대 로마의 군사는 기원전 8세기경 로마 시의 창건부터 서로마 제국의 멸망까지 아우른다. 원래 로마의 군대는 모두 로마 육군으로 이루어져 있었으나, 삼니움 전쟁 당시 처음으로 소규모 해군이 도입되고 나중에는 전문화된 해군과 육상 포병까지 거느리게 되었다.
로마의 군대는 오늘날 유럽 국가보다도 정부와 더욱 긴밀한 관련을 맺고 있었다. 요세푸스는 로마 사람들이 "무장할 준비를 하고 태어난"것처럼 서술하였으며, 로마 사람들은 막대한 피해를 입으면서도 오랜 세월 동안 거의 끊임없이 일어난 전쟁을 준비하여야 했다. 로마 역사에서 오랜 기간 동안 로마 정부는 오로지 로마 군대를 유지하고 전비를 대기 위한 조직처럼 존속하였다.
로마 군대가 전투를 벌인 역사는 1300년이 넘으며 로마 군대는 동쪽으로는 파르티아(오늘날의 이란), 남쪽으로는 북아프리카(오늘날의 튀니지), 북쪽으로는 브리타니아(오늘날의 잉글랜드와 북동부 웨일스)에 이르는 광대한 지역에서 전쟁을 수행하였다. 로마 군대의 구조는 시대에 따라 크게 변하였는데, 초기에는 급료를 받지 않는 시민군에서 출발하여 후대에는 직업군으로 발전하였다. 군대 장비 역시 시간이 흐르면서 큰 변화를 겪었는데, 다만 당시 고대 다른 지역과 마찬가지로 무기 생산 면에서는 기술 향상이 미미하였다. 로마 역사 상당 기간 동안 대다수의 로마 군대는 로마의 패권을 확대하거나 또는 당시 국경을 방위하기 위하여 국경에 주둔하거나 더 밖으로 진출하기도 하였다.

## 병력

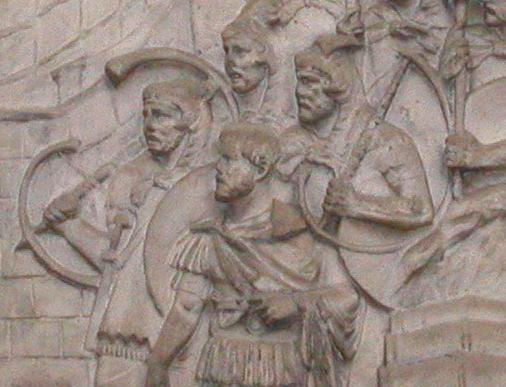
트라야누스 원주에 조각된 로마 병사. 런던의 빅토리아 알버트 박물관.

로마 제국이 최대 영토를 확보했던 시기에 총 인구는 4,500만에서 1억 2,000만에 이르렀다. 역사가 에드워드 기번은 로마 군대의 규모를 놓고 하드리아누스 황제 치세에 "상비군이 3,750,000명을 이루었을 것이다"라고 추산하였다. 이 수치는 아마 로마의 군단과 보조군 병력만 합산한 것으로 보인다. 그러나 기번은 "[로마 군대의 규모]를 어느 정도 정확한 수준으로 계산하기는 쉽지 않다"고 말하였다. 안토니오 산토수오소 교수는 '노티티아 디그니타툼'(Notitia Dignitatum) 문서의 자료를 통하여, 제정 말기 로마인들이 막대한 수의 포이데라티 군대를 고용할 당시 동서 로마 제국의 병력 수가 총 700,000 명(이마저도 상비군 총 병력수가 아니다.)에 가깝다고 계산하였다. 그러나 그는 죽은 병사들의 봉급과 군량을 계속 얻어내고자 이들을 "문서상에" 남겨놓던 관행 때문에 이 수치가 부풀려졌을 것이라고 설명하였다. 또 로마인이 징병한 군대인지 아니면 이들을 대신하여 고용한 용병인지도 확실하지 않다.
최근에 로마 육군에는 여성도 있었다는 증거가 나타나고 있다. 여성은 군단같은 핵심 부대에 들어가지 않았으나 제정 후기에 포이데라티에서 일부 여성들이 복무했다는 고고학 증거가 있다. 당대 사료에서는 이런 현상에 대하여 기록이 없으며, 여성들이 제정 후기 포이데라티에서 중요한 비중을 차지했다는 고고학 증거도 없다. 로마 역사상 대부분의 기간 동안 로마 군대는 남성 병사만 받아들였으며, (동맹국 사람, 속주민, 해방 노예 또는 노예가 아닌) 로마 시민으로 분류된 사람만이 군 복무 자격이 있었다.
원래 로마 군대는 국가에 대한 의무로서 복무하던 시민들을 해마다 소집하던 시민군으로 구성되었다. 이 시기에 로마 군대는 대개 인접한 적대국과 계절에 따라 전쟁을 수행하였다. 로마가 장악한 영토가 넓어지고, 도시의 군 병력이 늘어나면서 고대 로마의 군 복무는 점차 직업군 모병제롤 바뀌었다. 그 결과 (장교가 아닌) 하급 군인의 군 복무 기간이 점차 길어졌다. 이 시대 로마 군 부대는 주로 같은 나라 사람들로 구성되었으며 매우 획일적이었다. 시민군 보병대로 이루어진 로마 군대를 '군단'(legio)이라고 하였으며, 군단이 아닌 동맹군 부대는 '보조군'(auxilia)라고 하였다. 동맹국은 대개 경보병이나 기병을 지원하도록 요구받았다.
제정 후기의 군대 역시 직업적인 정규군을 이루었다. 그러나 동맹군이나 용병을 고용하는 추세가 커져, 이런 부대가 로마 군대의 상당한 비중을 차지하게 되었다. 그와 동시에 이전 로마 군대의 획일적인 구조도 바뀌었다. 당시 병종은 경무장 기마 궁수에서 중보병까지 다양하였으며, 군 편성의 규모와 성격도 가지각색이었다. 이와 더불어 제정 후기에는 보병대보다 기병대가 점차 우위를 차지하고 군사 작전 역시 더욱 기동적으로 변화하는 추세가 생겨났다.

### 지휘 체계
공화정 성립 전까지 군대에서 명목상의 우두머리는 임금이었으나, 초기 로마 군의 지휘 체계에 대해서는 알려진 것이 별로 없다. 공화정 시대부터 원로원이 명목상 군 통수권을 가졌으나, 점차 일개 지도자들이 군대를 좌지우지하였으며, 가이우스 율리우스 카이사르는 '임페라토르'(지휘관)과 '나라의 아버지'란 칭호를 취하였으며 어떤 의도나 목적이건 "자신이 원하는 대로 할 수 있었다". 제정이 발전하면서 로마 황제는 사실상 로마 군대의 통수권자가 되었다. 지휘 체계는 공화정 시대에서 제정 시대에 이르기까지 복잡하게 변화하였다.

### 군대 문화
역사가 피터 헤더는 로마의 군대 문화를 두고 "헤뱐대대 같으며, 다만 그보다 더 엄격하다."라고 썼다. 공화정기 로마 군단에서 규율은 엄격하였고 훈련은 가혹하였는데, 이 모든 것이 병사들의 단결심을 고취하여 이들을 유능한 하나의 군대로 결속하기 위함이었다. 사납지만 개별적인 전사들이었던 갈리아인과 같은 적수들과 달리, 로마 군대의 훈련은 협동심을 기르고 각자의 용맹함보다는 분별을 유지하는 데 집중하여, 부대는 전투시 정확한 대열을 유지하고 "사납고 분별 없는 급습을 경멸"하고, 방패로 몸을 방어하고 적에게 치명상을 입힐 수 있도록 효율적으로 칼을 찌르는 편을 선호하였다.

## 같이 보기
- 군단병
- 티투스 리비우스
- 폴리비오스
- 타키투스
- 에드워드 기번
- 에이드리언 골즈워디